# Gulskinn
Gulskinn (Vesiculomyces citrinus) är en svampart som först beskrevs av Christiaan Hendrik Persoon, och fick sitt nu gällande namn av E. Hagstr. 1977. Enligt Catalogue of Life ingår Gulskinn i släktet Vesiculomyces,  och familjen Peniophoraceae, men enligt Dyntaxa är tillhörigheten istället släktet Vesiculomyces,  och familjen Stereaceae. Arten är reproducerande i Sverige. Inga underarter finns listade i Catalogue of Life.

## Källor

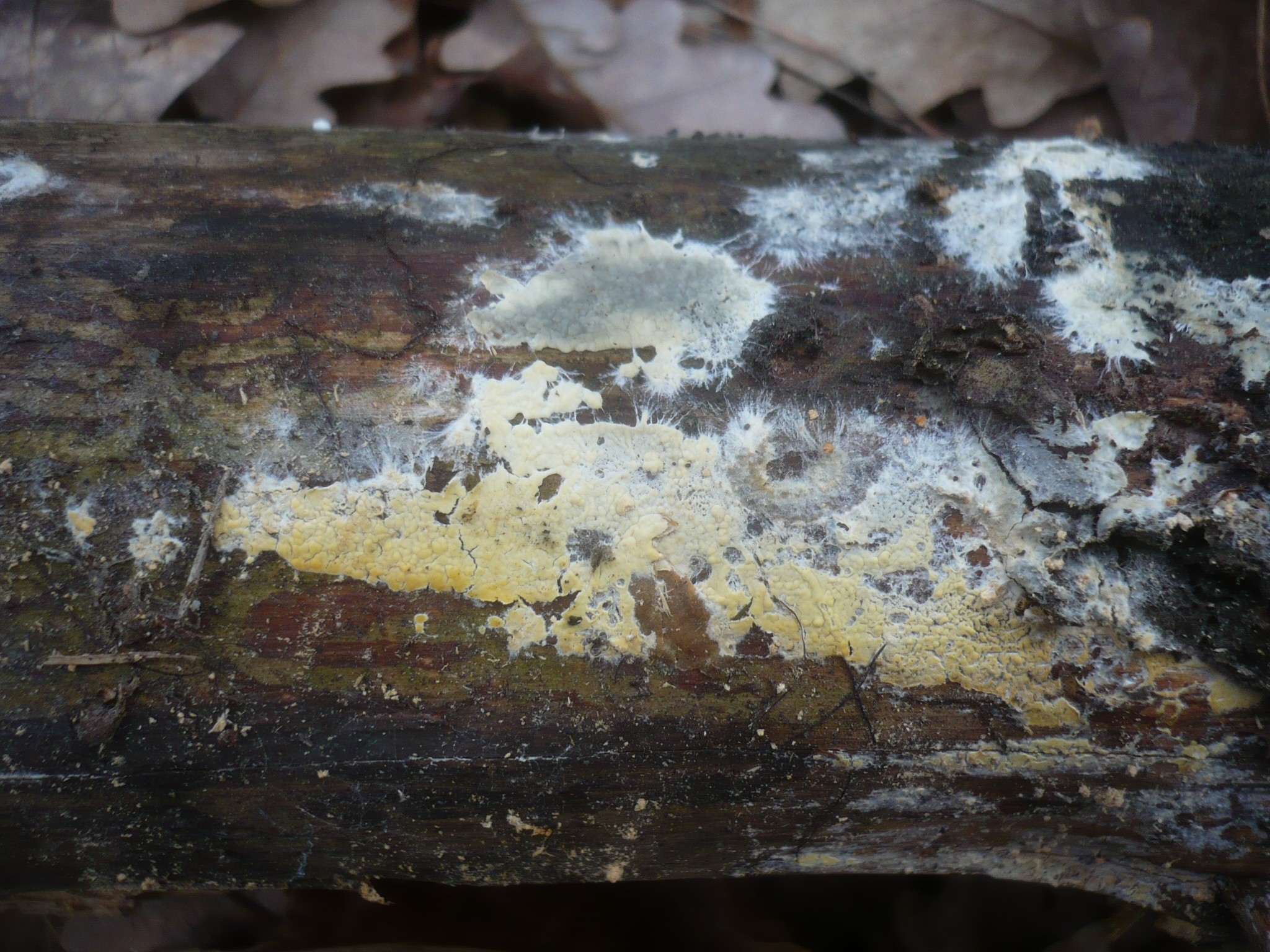
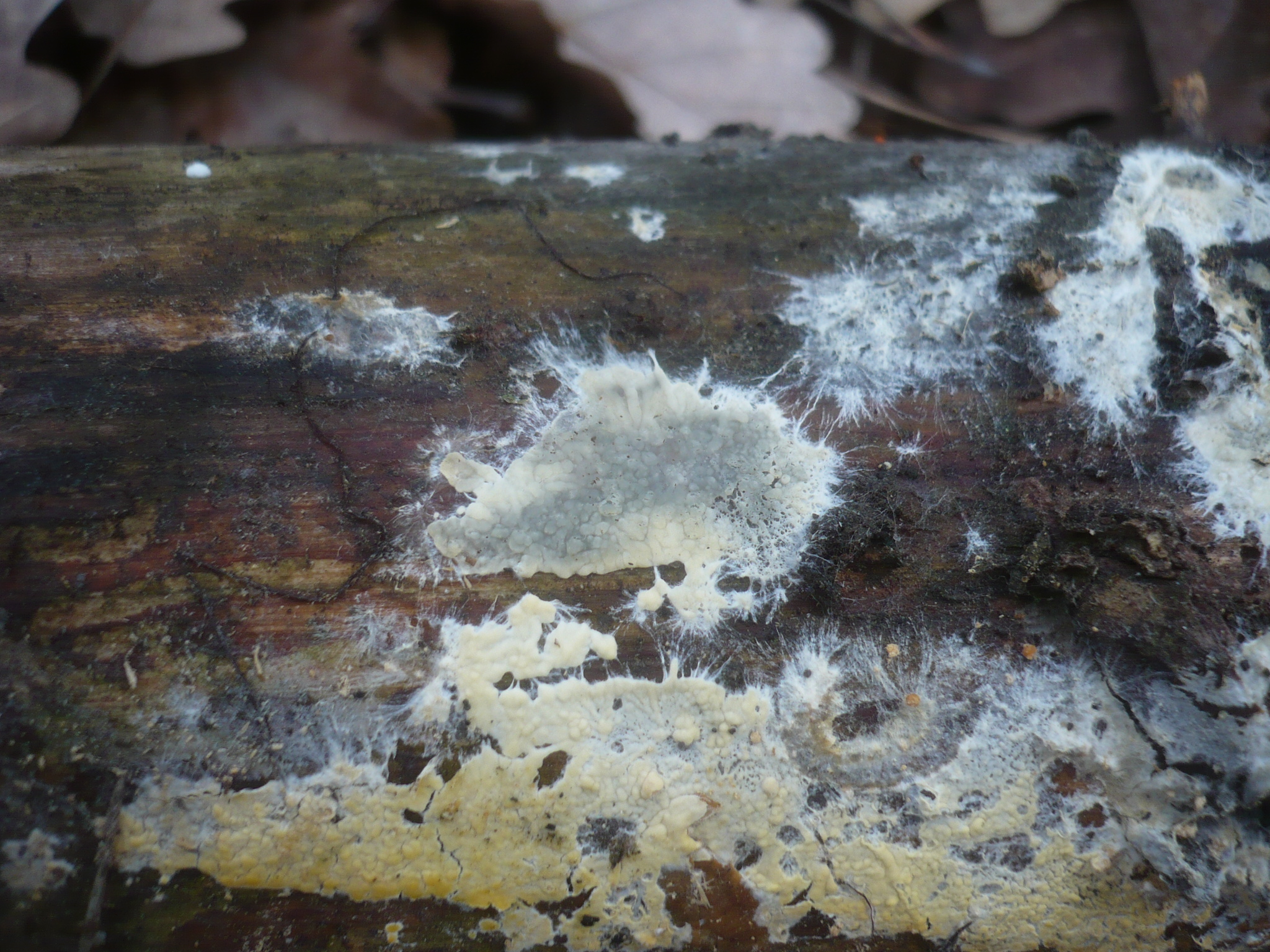
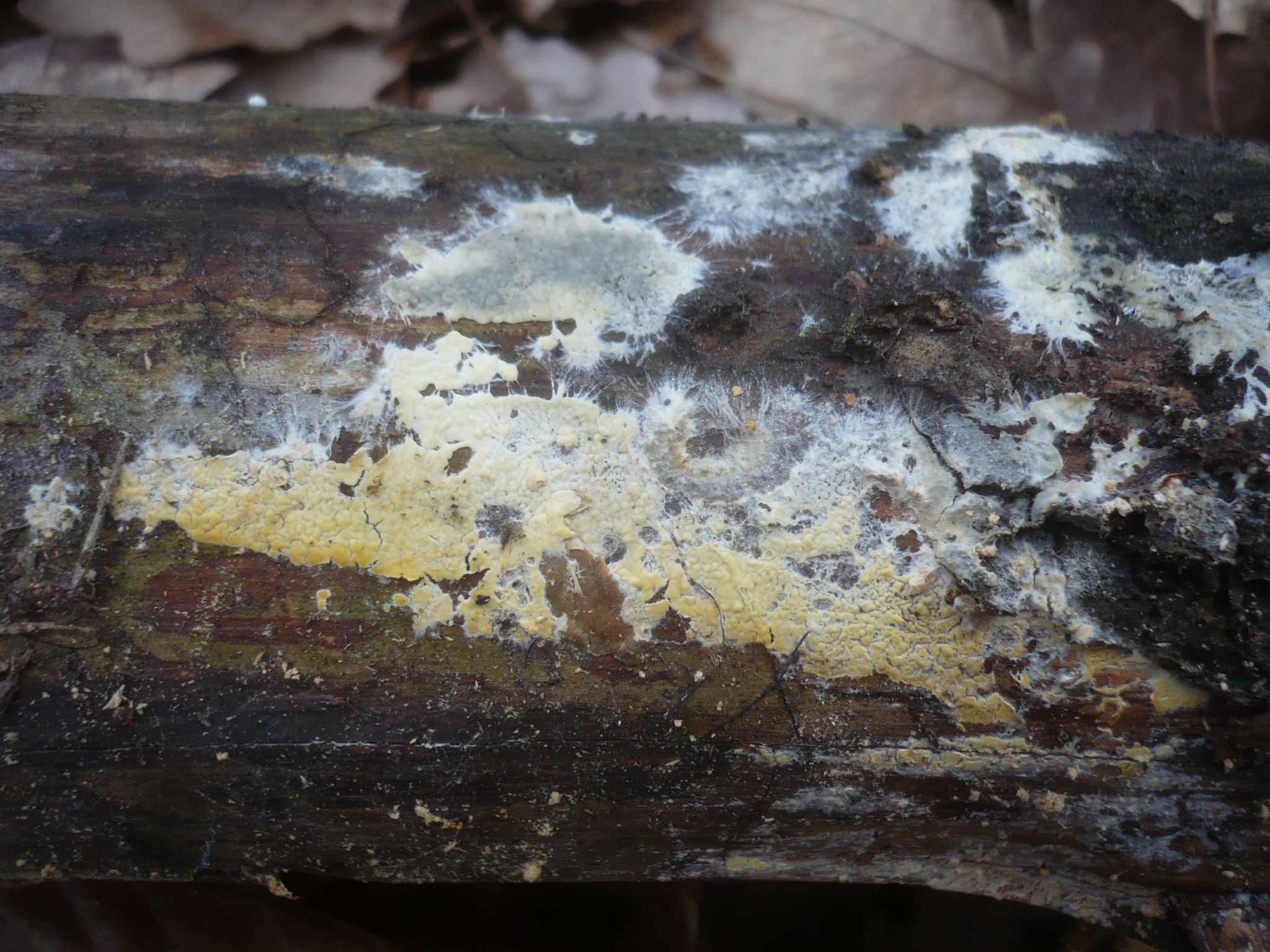
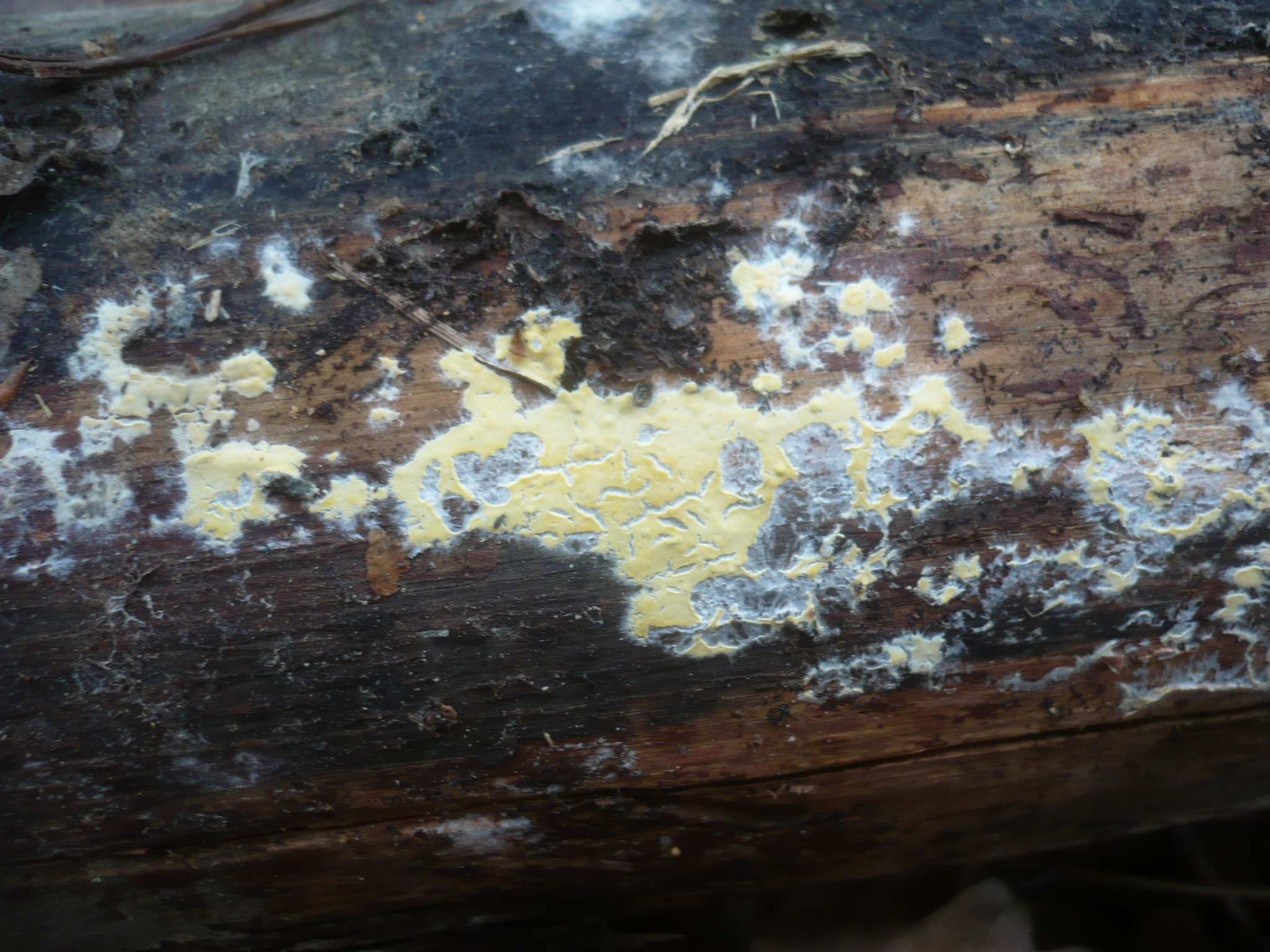
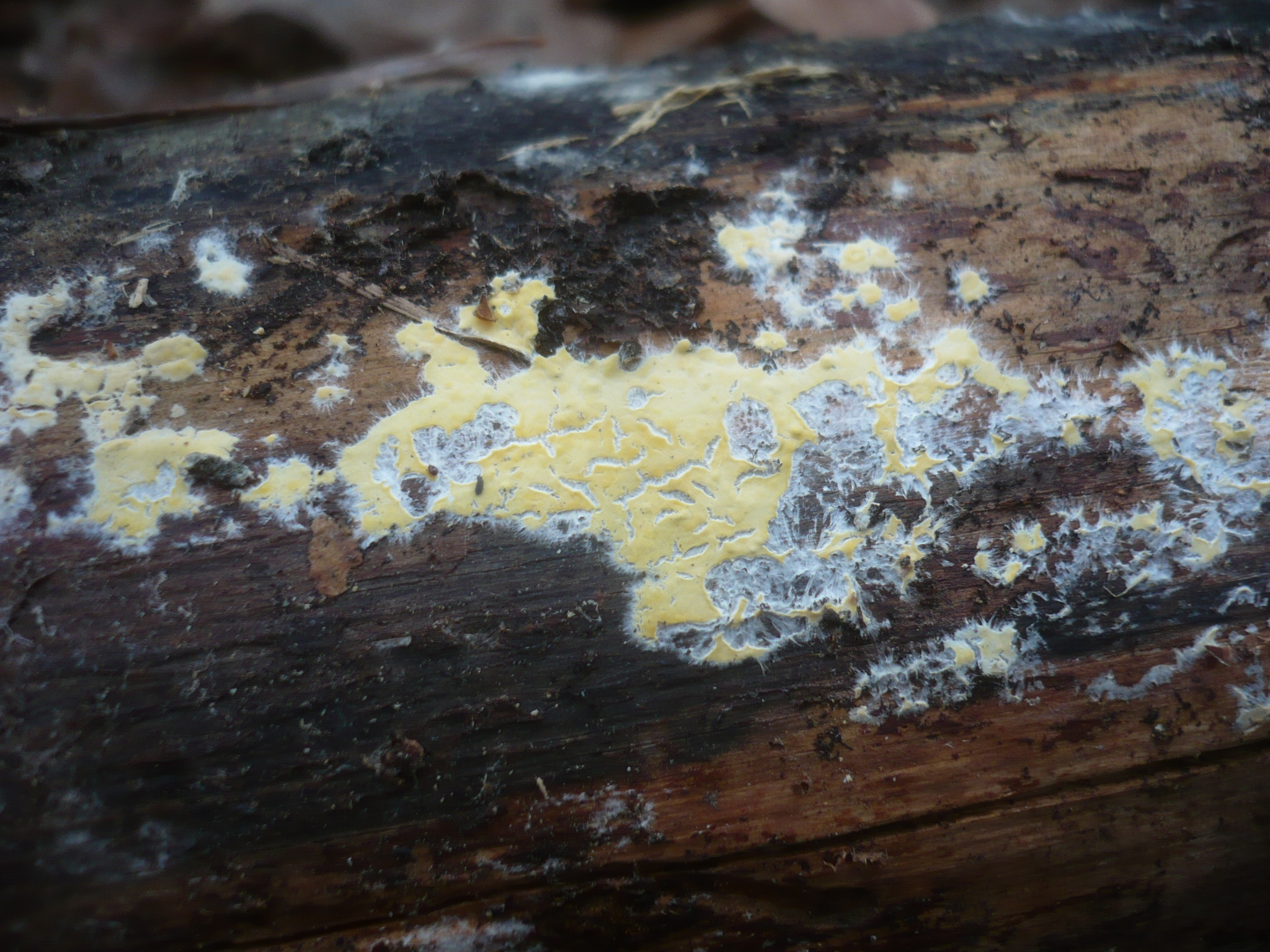
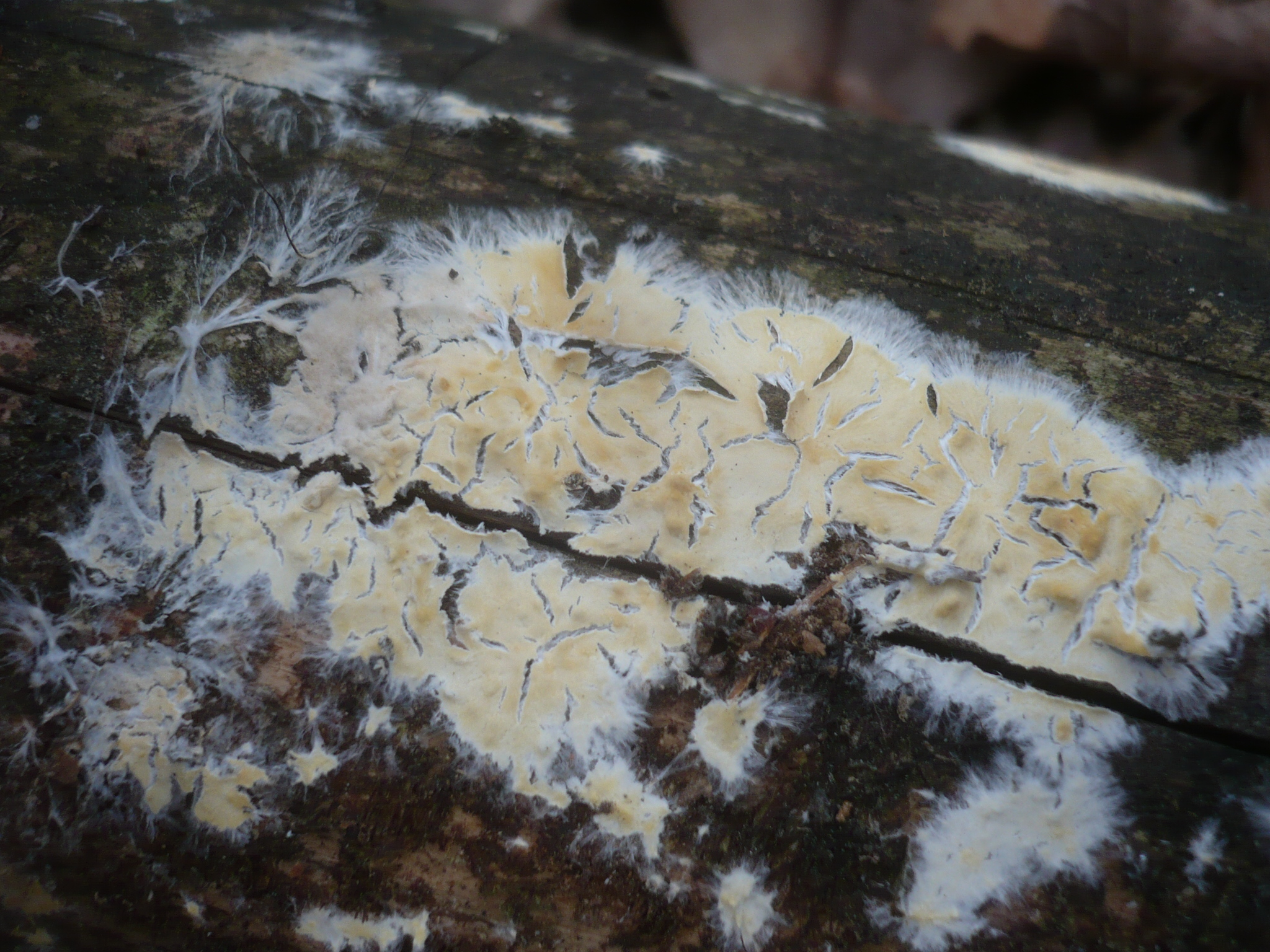
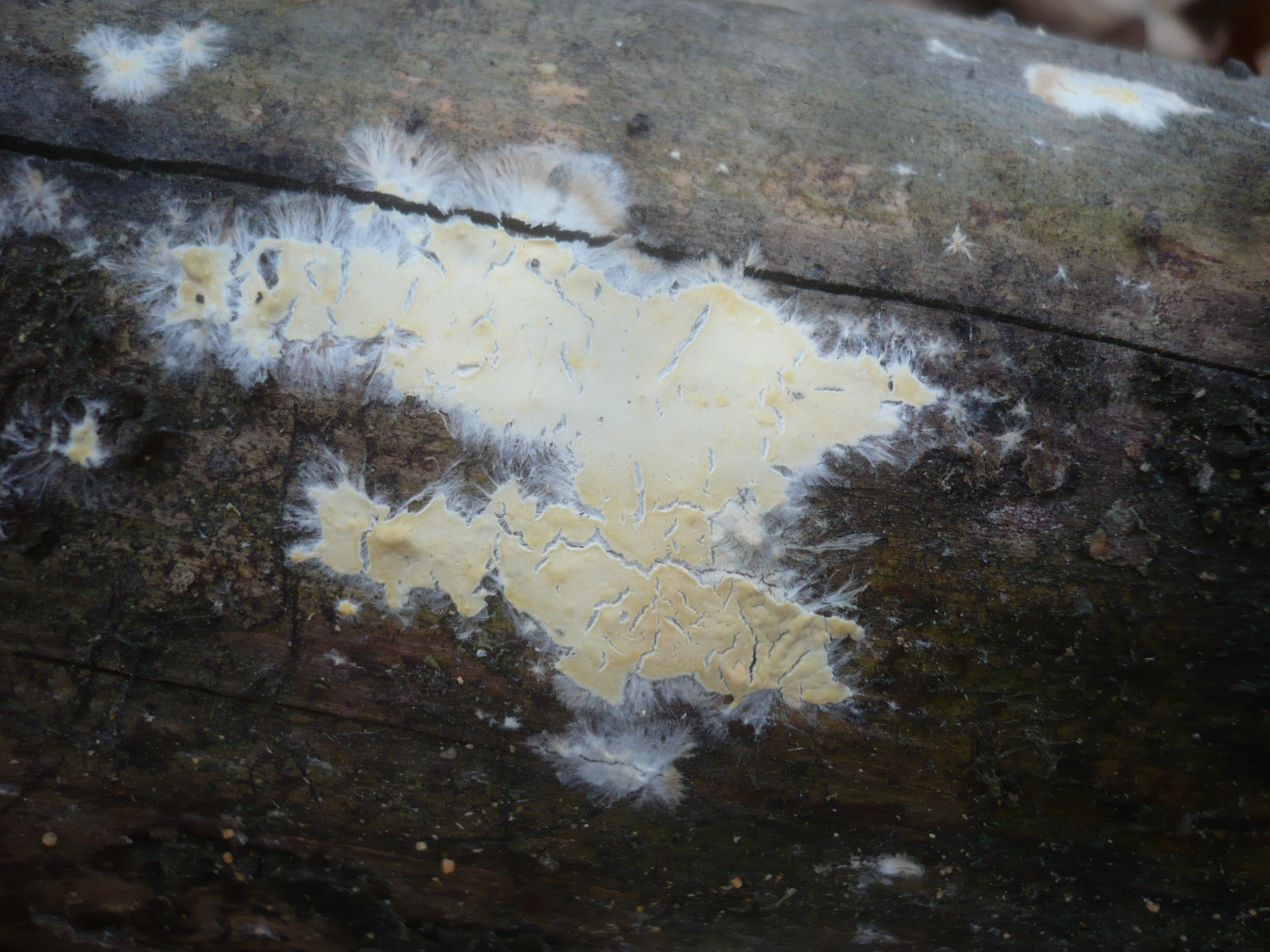